# محمد بن مطر الزهراني
محمد بن مطر الزَّهْراني (1370- 1427 هـ/ 1951- 2006 م) عالم دين سعودي، وأستاذ الحديث بالجامعة الإسلامية بالمدينة المنورة وجامعة أم القرى.

## ولادته وتحصيله
وُلد أبو ياسر، محمد بن مطر بن عثمان آل مطر الزَّهْراني في محافظة قلوة التابعة لمنطقة الباحة، عام 1370 هـ/ 1951.
بدأ الزهراني دراسته النظامية بمدرسة قلوة الابتدائية سنة 1381 هـ، ثم التحقَ بالمرحلة المتوسطة فدرس السنتان الأوليان بمعهد الطائف العلمي، والسنة الثالثة بمعهد مكة العلمي. ثم انتقل للمرحلة الثانوية فدرس السنة الأولى فيها بمعهد مكة العلمي، وأكمل السنتين الثانية والثالثة بمعهد الرياض العلمي.
ثم التحق بكلية الشريعة بالجامعة الإسلامية بالمدينة النبوية عام 1397 هـ، وحصل منها على شهادة بكالوريوس، ثم أكمل دراسة الماجستير والدكتوراه بقسم السنَّة في الدراسات العليا في الجامعة الإسلامية بالمدينة النبوية، وكانت رسالة الماجستير بتحقيق كتاب "السابق واللاحق" للخطيب البغدادي سنة 1401 هـ، والدكتوراه بتحقيق كتاب "الفصل للوَصْل المُدرَج في النقل" للخطيب البغدادي أيضًا سنة 1406 هـ.

## شيوخه
- عبد الله بن محمد الغنيمان.
- محمد مختار الشنقيطي.
- عبد اللطيف بن إبراهيم آل عبد اللطيف.
- عبد المحسن العباد.
- محمد الوائلي.
- حسن عبد الغفار الباكستاني.
- محمد بن أمان الجامي.
- عبد القادر شيبة الحمد.
- حمَّاد بن محمد الأنصاري.
- أكرم ضياء العُمَري.
- محمد سيد الحكيم.[3]

## وظائفه
عُيِّن الزهراني معيدًا في كلية الحديث في الجامعة الإسلامية سنة 1397 هـ، ثم محاضرًا بكلية الحديث قسم علوم الحديث سنة 1402 هـ، ثم صار أستاذًا مساعدًا عام 1407 هـ، فأستاذًا مشاركًا سنة 1412 هـ، ثم أستاذًا في قسم علوم الحديث عام 1419 هـ.

## مؤلفاته
- السابق واللاحق، للخطيب البغدادي، تحقيق ودراسة.
- الفصل للوصل المُدرَج في النقل، للخطيب البغدادي، دراسة وتحقيق.
- تدوين السنَّة النبوية نشأته وتطوُّره من القرن الأول إلى نهاية القرن التاسع الهجري.
- صفَحات مشرقة من حياة السلف: سفيان الثوري.
- علم الرِّجال نشأته وتطوُّره من القرن الأول إلى نهاية القرن التاسع.
- ما له حُكم الرفع من أقوال الصحابة وأفعالهم.
- من أعلام أهل السنَّة والجماعة: عبد الله بن المبارك.
- من هدي السلف في طلب العلم.
- موقف أصحاب الأهواء والفِرَق من السنَّة النبوية ورُواتها؛ جذورهم ووسائلهم وأهدافهم قديمًا وحديثًا.[2]

## وفاته
توفي محمد بن مطر الزهراني بمكة المكرمة، صباح يوم الاثنين 7 جُمادى الأولى عام 1427 هـ الموافق 3 يونيو (حَزِيران) 2006 م، بعد معاناة المرض، وصُلِّي عليه بعد صلاة المغرب بالمسجد الحرام.